# Petřvald (Nový Jičín)
Petřvald (in tedesco Gross Peterswald) è un comune della Repubblica Ceca facente parte del distretto di Nový Jičín, nella regione della Moravia-Slesia.